# 马尔图尼 (亚美尼亚)
40°08′24″N 45°18′23″E / 40.14000°N 45.30639°E

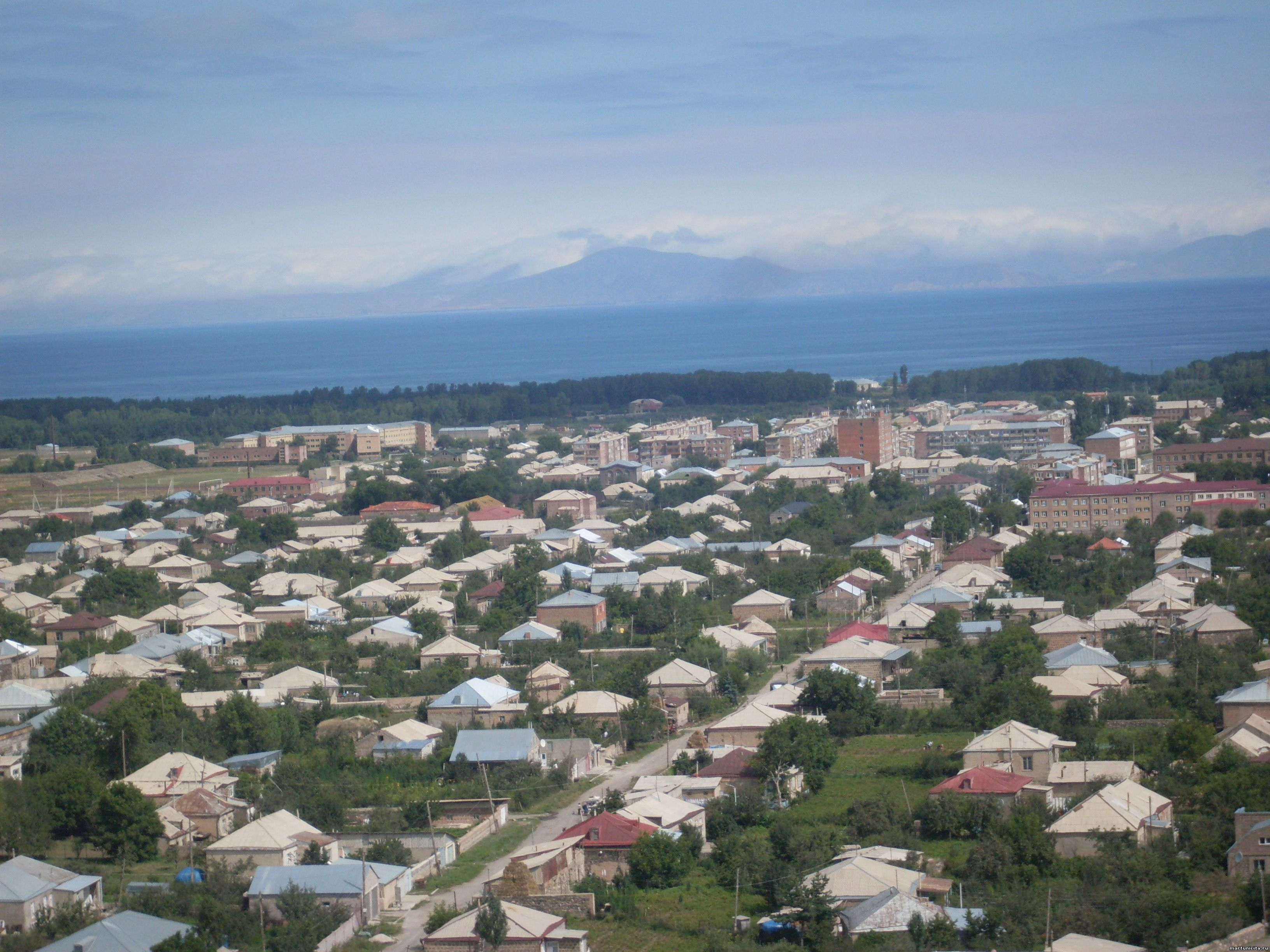
马尔图尼，背景为塞凡湖

馬爾圖尼是亞美尼亞的城市，位於該國中部塞凡湖沿岸，由格加爾庫尼克州負責管轄，距離首都葉里溫130公里，最高點海拔高度1,509米，2008年人口11,987。

## 外部連結
- World Gazeteer: Armenia[] – World-Gazetteer.com